# 백위군

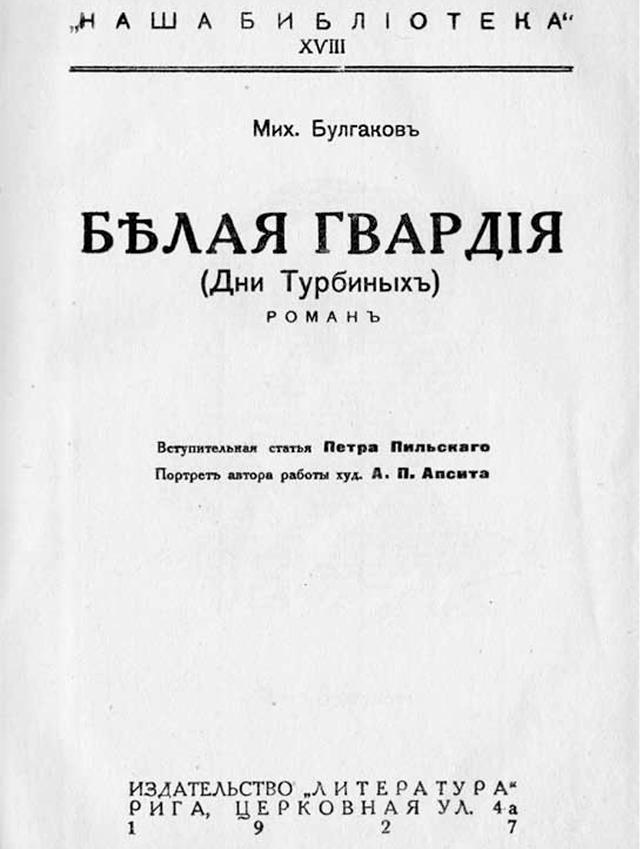
백위군 제1판

백위군(러시아어: Белая гвардия)은 미하일 불가코프가 지은 소설이자 희곡이다. 총 4막으로 구성된 희곡 ＜백위군＞은 1918년에서 1919년 사이, 혁명 과정의 키예프를 배경으로 한다. 발표 이후 당국의 검열로 수차례 개작되어 ＜투르빈가의 나날들＞이라는 제목으로 출간, 상연된 적이 있다.

## 개요
≪백위군≫은 20세기의 도스토옙스키라 불리는 불가코프의 대표 희곡이다. 불가코프의 자전적 소설이기도 한 동명의 소설이 먼저 발표됐고 희곡은 이 소설을 각색한 것이다. 소설 ≪백위군≫이 동명의 희곡으로, 다시 ＜투르빈가의 나날들＞로 개작된 것은 수차례에 걸친 검열과 상연 금지 처분이라는 당국의 압력 때문이었다.
불가코프는 작품을 통해 역사적 격변 가운데 인간의 굴곡진 ‘삶’을 총체적으로 조망하는 동시에 당시 러시아 인텔리들의 비극적 운명과 인간 실존의 문제를 성찰하고자 했다. ≪백위군≫은 불가코프의 이런 작가 정신이 최초로 반영된 극작품이다. 검열을 의식하지 않고 자신의 초기 창작 의도를 고스란히 드러낸 이 희곡의 두 번째 판본을 저본으로 삼아 완역함으로써 출간 의의를 더한다.

## 줄거리

### 제1막
진격해 오는 페틀류라 이십 만 군대와의 전쟁을 예고한다. 그러나 험상궂은 시대적 분위기와는 걸맞지 않게 투르빈의 집은 저녁 손님들로 붐빈다. 니콜카의 노래를 배경 삼아 미실라옙스키의 한바탕 넋두리가 끝나면 라리오시키의 갑작스런 방문이 집안의 분위기를 고조시킨다. 불행을 예고하는 것은 옐레나의 남편, 탈베르크 뿐이다.

### 제2막
페틀류라의 군대가 한발 가까이 다가왔다. 알렉세이와 스투진스키, 미실라옙스키는 각자의 위치에서 전쟁을 준비한다. 그러나 정작 그들이 지키려 했던, 그들의 수장 게트만은 독일군의 도움을 받아 몸을 피한다. 셰르빈스키가 상황의 반전을 목격하고 알렉세이에게 사실을 전한다.

### 제3막
알렉세이는 장교들과 어린 생도들을 집합시켜 해산을 명령한다. 이에 장교들이 반발해 내분을 조장한다. 알렉세이는 모두들 앞에서 게트만이 피신한 사실을 알리고, 우리에겐 우리가 지켜야 할 수장도, 믿고 따를 수장도 없음을 상기시킨다. 장교 및 생도들에게 집으로 돌아갈 것을 명령하고 자신은 남아 이들을 호위한다. 적의 습격을 받고 알렉세이는 결국 전사한다.

### 제4막
크리스마스 전야, 투르빈의 집에는 예전처럼 모두가 모인다. 주인집 부부인 바실리사와 반다도 함께한다. 크리스마스트리 장식이 방을 밝힌다. 페틀류라의 군대가 물러가고 소비에트 공화국이 들어설 거라는 소문이 돈다. 이들은 극이 처음 시작될 때와 같이 건배하고 노래 부르고 카드게임을 즐긴다.
내 아들들이여! 제군들에게 경고하건대, 제군들을 사랑하기에 집으로 돌려보낸다.

알렉세이가 장교와 생도들을 모아 놓고 해산을 명령하는 이 장면에서 비극적 분위기는 최고조에 달한다. 그의 처절한 외침에서 우리는 한 나라의 파멸이 아니라 ‘고귀한 정신’, ‘인간 정신’의 파멸을 본다. 불가코프가 알렉세이의 인간적 비극에 초점을 맞춰 극을 전개해 나간 것도 이 때문이다. 알렉세이의 비극, 곧 그의 죽음이 러시아의 운명을 책임진 지식인들의 운명을 암시하고 있는 것이다. 이 희곡의 최종본인 ＜투르빈가의 나날들＞에서는 총에 맞은 알렉세이가 회복돼 살아나는 것으로 설정된다.